# Зулуф
Зулуф — крупное нефтяное месторождение в Саудовской Аравии. Расположено в Персидском заливе. Открыто в 1965 году. Освоение началось в 1973 году. Начальные запасы нефти 2,0 млрд. тонн.
Нефтеносность связана с отложениям мелового возраста. Залежи на глубине 1,7 — 1,8 км. Плотность нефти 870 кг/м³, вязкость 4,8 сП, содержание серы 2,5%.
Оператором месторождение является саудовская национальная нефтяная компания Saudi Aramco. Добыча нефти за 2016 год составила 20 млн. тонн.